# Alföld-díj
Az Alföld-díj az Alföld folyóirat által a '60-as években alapított irodalmi díj, mely 1993-tól viseli ezt a nevet.

## Története
Az Alföld irodalmi folyóirat szerkesztősége egykori kiadójának, a Hajdú-Bihar megyei tanácsnak a támogatásával már az 1960-as évektől adott kiemelkedő íróinak, költőinek, irodalomkritikusainak, képzőművészeinek különböző elnevezéssel minőségi jutalmakat. Ez a gesztus az 1970-es évektől a Debreceni Irodalmi Napok megnyitójához kötődött. A kitüntetés maihoz hasonló szisztémája az 1978-ban alakult új szerkesztőbizottság tevékenységéhez köthető. 1993-tól lett a kitüntetés neve Alföld-díj, melynek fő támogatója az időközben megalakult Alföld Alapítvány egyik szponzora, Debrecen Megyei Jogú Város Önkormányzata. Ettől az évtől a szerény pénzjutalom mellé a szerzők E. Lakatos Aranka szobrászművész emlékplakettjét is megkapják. A kitüntetéseket a Debreceni Irodalmi Napokon 2004 óta megrendezett Alföld-díjasok estjén adják át.

## Díjazottak[1]
- 1978: Barta János, Csoóri Sándor, Kulcsár Szabó Ernő, Nagy Gáspár
- 1979: Béládi Miklós, Kányádi Sándor
- 1980: Csurka István, Kiss Anna, Tamás Attila
- 1981: Hankiss Elemér, Oravecz Imre, Varga Lajos Márton
- 1982: Balogh Ernő, Gál Sándor, Pomogáts Béla
- 1983: Grezsa Ferenc, Nyilasy Balázs, Tornai József
- 1984: Für Lajos, Mocsár Gábor, Tandori Dezső
- 1985: Dobos László, Görömbei András, Székelyhidi Ágoston
- 1986: Hima Gabriella, Király István, Sütő András
- 1987: Kósa Ferenc, Sütő András, Utassy József
- 1988: Böszörményi Géza-Gyarmathy Lívia, Czine Mihály, Zalán Tibor
- 1989: Határ Győző, Mészáros Sándor, Sára Sándor
- 1990: Csoóri Sándor, Márton László, Nádas Péter
- 1991: Esterházy Péter, Simon Zoltán, Székely János
- 1992: Kulcsár Szabó Ernő, Orbán Ottó, Szirák Péter
- 1993: Bányai János, Tar Sándor, Vajda Mihály
- 1994: Garaczi László, Szilágyi Márton, Tolnai Ottó
- 1995: Borbély Szilárd, Kovács András Ferenc, Szegedy-Maszák Mihály
- 1996: Darvasi László, Dobos István, Kass János
- 1997: Dávidházi Péter, Oravecz Imre, Parti Nagy Lajos
- 1998: Angyalosi Gergely, Kukorelly Endre, Thomka Beáta
- 1999: Balassa Péter, Háy János, Krasznahorkai László
- 2000: Kálmán C. György, Németh G. Béla, Térey János
- 2001: Kulcsár-Szabó Zoltán, Marno János, Poszler György
- 2002: Földényi F. László, Halász László, Szijj Ferenc
- 2003: Lászlóffy Aladár, Tőzsér Árpád, S. Varga Pál
- 2004: Ferdinandy György, Juhász Ferenc, Simon Attila
- 2005: Bényei Tamás, Láng Zsolt, Takács Zsuzsa
- 2006: Bálint Péter, Horváth Elemér, Radnóti Sándor
- 2007: Dérczy Péter, Spiró György, Vasadi Péter
- 2008: Imre László, Kőrösi Zoltán és Szilágyi Ákos
- 2009: Gömöri György, Szilágyi István, Tarján Tamás
- 2010: Bónus Tibor, Esterházy Péter, György Péter
- 2011: Bacsó Béla, Grendel Lajos, Keresztury Tibor
- 2012: Fried István, Markó Béla, Tandori Dezső
- 2013: Buda Ferenc, Veres András, Wilheim András
- 2014: Balázs Imre József, Szilágyi Zsófia, Tóth Krisztina
- 2015: Bereményi Géza, Géczi János, Kappanyos András
- 2016: Bényei Péter, Csehy Zoltán, Molnár Gábor Tamás
- 2017: Bódi Katalin, Lőrincz Csongor, Villányi László
- 2018: Hansági Ágnes, Valastyán Tamás, Vörös István
- 2019: Bengi László, Németh Zoltán, Térey János (posztumusz)
- 2020: Nádasdy Ádám, Gerevich András, Balogh Gergő
- 2021: Balajthy Ágnes, Gál Ferenc, Visky András
- 2022: Ladik Katalin, Mezei Gábor, Ureczky Eszter